# Moulin Rouge (pel·lícula de 1952)
Moulin Rouge és una pel·lícula de 1952 dirigida per John Huston, produïda per Sir John Woolf i James Woolf de Romulus Films i publicada per United Artists. La pel·lícula es desenvolupa en el París del segle xix, seguint la vida de l'artista Henri de Toulouse-Lautrec per la sub-cultura bohèmia de la ciutat i al voltant del palau de burlesque, el Moulin Rouge. El guió és de Huston, basat en la novel·la de Pierre La Mure. La cinematografia va ser feta per Oswald Morris. Aquesta pel·lícula ha estat doblada al català i es va emetre a TV3 per primera vegada el 10 de juny de 1994.

## Repartiment
- José Ferrer: Henri de Toulouse-Lautrec / Alphonse de Toulouse-Lautrec
- Zsa Zsa Gabor: Jane Avril
- Suzanne Flon: MyriaSra. Hayam
- Claude Nollier: Adèle de Toulouse-Lautrec
- Colette Marchand: Marie Charlet
- Katherine Kath: La Goulue
- Muriel Smith: Aïcha
- Mary Clare: Marie Loubet
- Walter Crisham: Valentin
- Lee Montague: Maurice Joyant
- Jim Gérald: el pare Cotelle
- Georges Lannes: El comissari de policia Patou
- Tutte Lemkov: El ballarí parella d'Aïcha
- Rupert John: Chocolat (clown)
- Eric Pohlmann: El propietari del bar
- Peter Cushing: Marcel de Lavoisier
- Fernand Fabre: El general
- Christopher Lee: Georges Seurat
- Jill Bennett: Sarah
- Robert El Fort: Gauzi
- Harold Kasket: Zidler
- Jean Ozenne: Félix

## Producció

### Guió
La novel·la de l'escriptor francès Pierre La Mure, Moulin-Rouge apareix el 1951 a Presses de la Cité. José Ferrer en compra, el mateix any, els drets d'adaptació, pressentint el potencial d'un paper com el de Lautrec.

### Rodatge
El rodatge a tenir lloc del 23 de juny al 10 de setembre de 1952 als estudis de Shepperton (Regne Unit) i en exteriors a París (7è i 8è districtes).
Per intentar recrear a la pantalla els cartells de Toulouse-Lautrec, John Huston contracta el fotògraf Eliot Elisofon de Life Magazine per tal d'experimentar les noves tècniques del Technicolor. John Huston, els consultors en Tecnicolor i el director de la fotografia Oswald Morris, utilitzen un filtre simulant una calitja per crear una qualitat monocromàtica.
Alguns vestits i maquillatges són homenatges retuts al talent de cartellista de Toulouse-Lautrec. Els protagonistes són aclarits en tonalitats diferents per caracteritzar-los millor: José Ferrer és filmat amb un filtre blau-verd, Colette Marchand amb un filtre violeta i Suzanne Flon amb un filtre rosa.

### Estrena
El maig de 1952, John Huston escriu una carta a l'administrador Geoffrey Shurlock de la comissió de classificació cinematogràfica MPAA/PCA (Production Code Administration) assegurant-lo que les ballarines del cancan portaran llargues parts baixes dissimulant les seves cames. Però, el desembre de 1952, la pel·lícula va estar a punt de ser rebutjada perquè el cartell promocional ensenyava una ballarina amb una cama parcialment despullada. El cartell va ser llavors modificat durant setmanes per tal de dissimular «el cos del delicte ».
El 23 de desembre de 1952, `Moulin rouge forma part de la llista de les pel·lícules que poden ser seleccionades per concórrer als Oscars. La revista Variety presumeix que «la carrera per a la seva qualificació ha deixat temps a la pel·lícula per acabar de civilitzar-se i ser d'una innegable qualitat ».
Però abans de la seva estrena, la pel·lícula és prohibida per l'American Legion; segons un article de Variety  de desembre de 1952, John Huston i José Ferrer van trobar llavors els protestants, i la prohibició ha estat aixecada. Sempre el desembre, el Hollywood Citizen-News  revela que, malgrat els esforços dels cineastes, alguns contestataris mantinguin un piquet de vaga davant el lloc previst de l'estrena amb cartells proclamant «John Huston ha ajudat els Deu de Hollywood.

## Al voltant de la pel·lícula
- A la pel·lícula, les «mans de Lautrec» són les de l'artista francès Marcel Vertès, director artístic de la pel·lícula. Abans, aquest havia finançat parcialment d'altra banda la seva formació artística copiant i venent dibuixos de Toulouse-Lautrec.

## Premis i nominacions

### Premis
- 1953
  - Oscar a la millor direcció artística per Marcel Vertès i Paul Sheriff
  - Oscar al millor vestuari per Marcel Vertès
  - Globus d'Or a la revelació femenina de l'any per Colette Marchand
- Lleó d'Argent a la Mostra de Venècia per John Huston

### Nominacions
- Oscar a la millor pel·lícula
- Oscar al millor actor (José Ferrer)
- Oscar a la millor actriu secundària (Colette Marchand)
- Oscar al millor director (John Huston)
- Oscar al millor muntatge (Ralph Kemple)
- BAFTA a la millor pel·lícula
- BAFTA a la millor actriu secundària (Colette Marchand)